# Отрада (Харьковская область)
Отрада (укр. Одрада) — село,
Вязовский сельский совет,
Краснокутский район,
Харьковская область, Украина.
Код КОАТУУ — 6323580503. Население по переписи 2001 года составляет 32 (15/17 м/ж) человека.

## Географическое положение
Село Отрада находится на правом берегу реки Ковалевка. Выше по течению примыкает к селу Трудолюбовка, ниже по течению на расстоянии в 1 км расположено село Рандава, на противоположном берегу расположено село Олейники.

## История
- 1850 — дата основания.

## Экономика
- Молочно-товарная и птице-товарная фермы.

## Известные люди
- В селе родился Герой Социалистического Труда Алексей Швидкий.